# Université de Caen-Normandie
L'université de Caen-Normandie est une université française, dont le siège est basé à Caen, en Normandie. Son activité est répartie sur 13 sites dans le Calvados, la Manche et l'Orne. Elle accueille en 2023 plus de 32 000 étudiantes et étudiants.
Elle regroupe des unités de formation et de recherche, instituts et écoles. Elle fait partie de la communauté d'universités et établissements Normandie Université dont Caen est par ailleurs le siège.

## Histoire

### Deux fondations auXVesiècle
La prise de la ville de Caen en 1417 par le roi Henri V d'Angleterre entraîne la destruction ou l’abandon des institutions éducatives précédentes. En 1424, son fils Henri VI présente au pape Martin V un premier projet d'établissement d'une université en Normandie. L’université de Normandie est fondée à Caen en 1432 par Jean de Lancastre, 1er duc de Bedford et régent du royaume de France. L'établissement doit permettre de former les futures élites anglaises afin de favoriser l'administration de leurs possessions en France, l'Université de Paris n'étant pas considérée comme suffisamment sûre. Les lettres patentes accordées en 1432 la dotaient seulement de facultés de droit canonique et droit civil. À la suite de la reprise de Paris par les Français en 1436, les facultés des arts et de théologie sont instituées en 1437 et celle de médecine, l’année suivante. Le 29 mai 1437 et le 17 mai 1439, Eugène IV envoie des bulles pontificales qui confirment la fondation de l’université normande. Les statuts de l'université sont octroyés par Henri VI dans une grande ordonnance du 27 mai 1439. L’inauguration solennelle a lieu le 20 octobre 1439 dans l’église Saint-Pierre. C'est alors la troisième université anglaise après Oxford (fondée en 1096) et Cambridge (fondée en 1209). Caen est la treizième université du territoire français. Son premier recteur est Michael Tregury,.
Après avoir repris la ville le 5 juillet 1450, Charles VII reconnait le 31 juillet l'université de Caen. Il en supprime la faculté de droit civil sous le prétexte qu’il n’en existe pas dans l’université de Paris avant de la relever le 30 octobre 1452. L’université en est si reconnaissante qu’elle offre de brûler les chartes d'Henri VI, ce que Louis XI ne permet pas, lui ordonnant même de célébrer le rétablissement d'Henri VI sur le trône d’Angleterre le 30 octobre 1470. De nouveaux statuts sont rédigés en 1457, copiant ceux de 1439. Cette même année est constituée une « librairie commune » aux cinq facultés, alimentée par de fréquents dons.

### Développement de l'université sous l'Ancien Régime

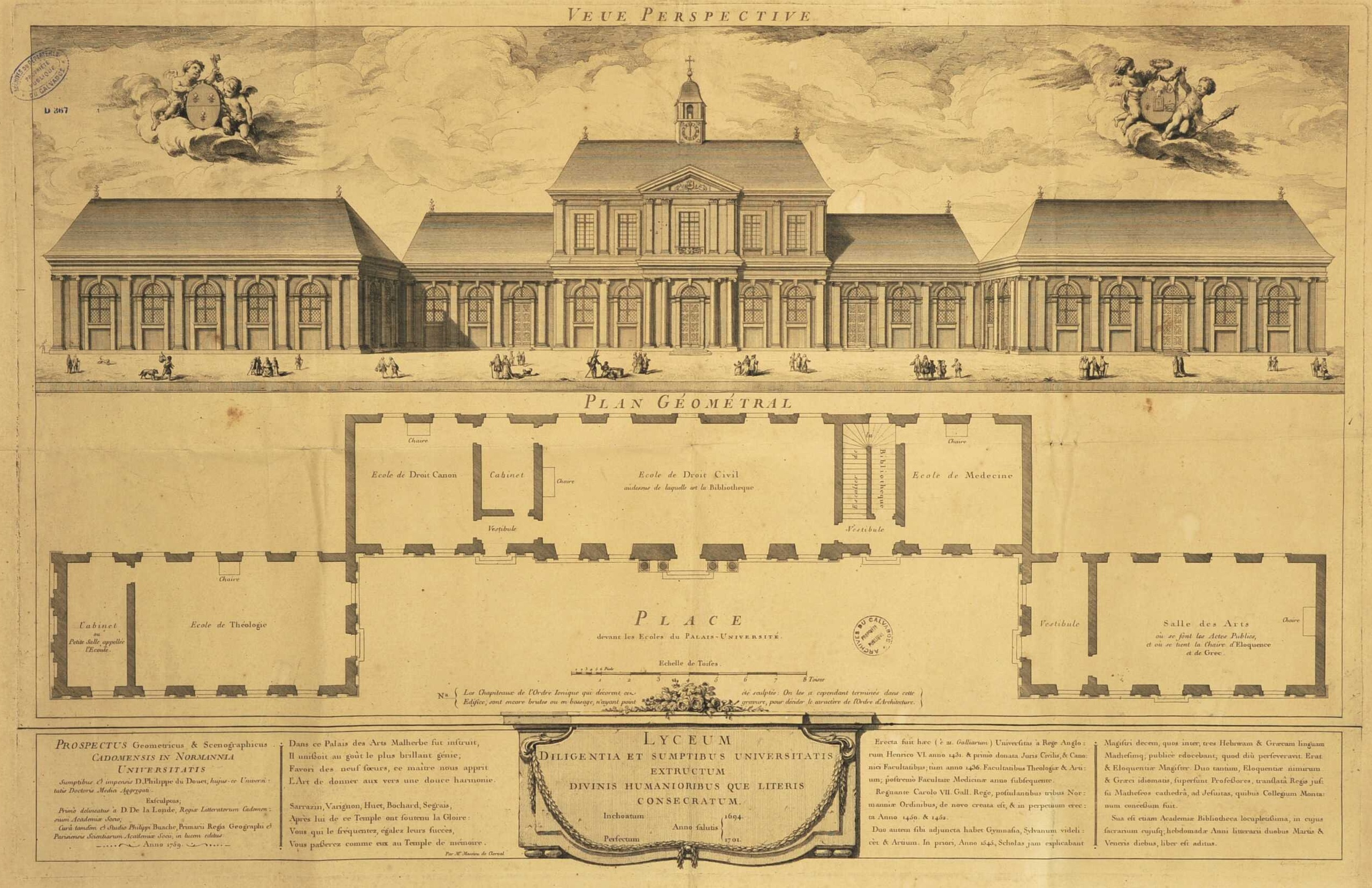
Plan du Palais des facultés avant les transformations de la fin du XIXe siècle.

L'université s'installe dans l'ancienne halle de la mercerie située rue des Cordeliers,, puis sur une propriété derrière le chevet de l'église Saint-Sauveur léguée en 1476 par Marie de Clèves,. Sur cet emplacement, l’architecte Brodon construit le palais des facultés entre 1694 et 1704,. Les assemblées générales se tiennent dans le couvent des Cordeliers situé à proximité (sur le site de la clinique de la Miséricorde),. L’université dispose de plusieurs collèges dans la ville, le collège du Mont, le collège du Bois, le collège du Cloutier et le collège des Arts.
Créée comme rivale de la Sorbonne, l'université de Caen ne reçoit pas les faveurs des rois de France et connait de ce fait un développement bien moindre.
Elle se développe par la suite. Lorsque le roi Louis XIV fait publier la liste des auteurs ad usum Delphini, dont l’idée revient au Caennais Pierre-Daniel Huet, la ville de Caen fournit à elle seule plus d’hommes capables d’y travailler que des provinces entières. L’érudit néerlandais Gaspard van Baerle y étudie la médecine au début du XVIIe siècle.
C’est à l’occasion de la Fête aux Normands que célèbre l’université chaque année le 8 décembre qu’en 1527, l’avocat Jean Le Mercier invite les poètes à concourir pour des prix, circonstance d’où est né le célèbre Palinod de Normandie auquel la Muse normande doit tant, et qui se pérennise jusqu’à la Révolution.
Au moment où la Révolution française se prépare, l'université de Caen est l'une des plus importantes du royaume. Sa bibliothèque est l'une des mieux dotées et le traitement élevé dont disposent les professeurs montrent que la situation financière est favorable. En ce qui concerne les effectifs (388 étudiants en novembre 1788), la faculté de droit est la troisième de France (après Paris et Toulouse) et la faculté de médecine se place au quatrième rang (après Paris, Toulouse et Montpellier).

### Suppression
Quand la révolution éclate, l'université est atteinte à son tour. À la rentrée de novembre 1789, les effectifs s'effondrent et une partie des fonds de la bibliothèque est vendue par le bibliothécaire qui se prépare à s'exiler en Angleterre. La crise éclate en 1791 quand les professeurs appartenant à un ordre religieux refusent de prêter le serment que les « ecclésiastiques fonctionnaires publics » doivent prêter en vertu du décret du 27 novembre 1790. Par une déclaration du 25 mai 1791, le corps universitaire condamne la constitution civile du clergé et refuse également de prêter le serment exigé par le décret du 22 mars 1791. À la suite de cette déclaration, l'université reçoit le soutien du pape Pie VI dans un bref apostolique du 9 juillet 1791. L'établissement est finalement fermé, anticipant ainsi de plus de deux ans la suspension de l'enseignement universitaire dans l'ensemble du pays le 15 septembre 1793. Seuls les cours de médecine sont maintenus.
Un décret du 25 février 1795 modifié ensuite par la loi Daunou sur l'organisation de l'instruction publique crée les écoles centrales. La rentrée solennelle de l’école centrale du Calvados a lieu dans l'ancien Palais des facultés le 31 décembre 1796. Les écoles centrales sont finalement fermées le1er mai 1802.

### Rétablissement et développement

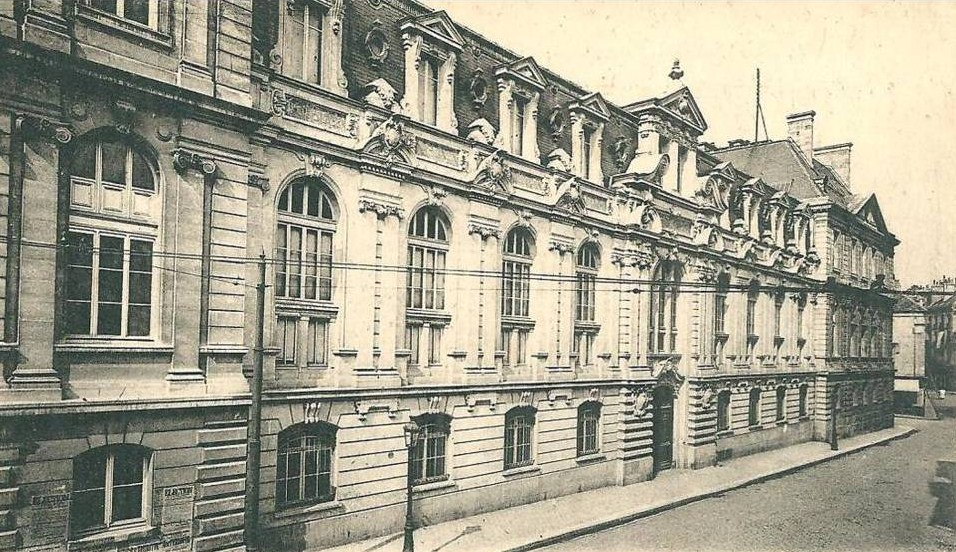
La bibliothèque universitaire après les agrandissements de la fin du XIXe siècle et du début du XXe siècle.

Une des douze écoles de droit, instituées par la loi du 22 ventôse an XII (12 mars 1804), est établie à Caen par un décret du 21 septembre 1804.
Par la loi du 10 mai 1806, Napoléon Ier rétablit les facultés de Caen au sein de l'Université de France ; mais l’université de Caen en tant que corps constitué n'existe plus. Le projet de réforme des universités, proposé en 1876 par le ministre de l'instruction publique William Henry Waddington, prévoyait que les facultés de Caen deviennent des annexes de l’université de Paris ; mais le projet n'est pas proposé au vote du parlement. Il faut attendre 1896 pour que l’université de Caen soit recréée quand les corps de facultés constitués en 1893 deviennent des universités (loi du 10 juillet 1896).
Du fait du développement du nombre des étudiants, le palais des facultés est considérablement agrandi à la fin du XIXe siècle, puis au début du XXe siècle. Mais malgré les programmes d'extension, la place vient à manquer. Dans les années 1920-1930, un embryon de nouveau campus se développe à l'extrémité de l'avenue Albert-Sorel : maison des étudiants (1928), cercle des étudiants, dit maison de l'A (1931), laboratoire départemental de bactériologie du Calvados (1932). Un concours lancé en 1938 pour construction sur la Prairie d'une nouvelle faculté des sciences au sud de la Maison des étudiants est remporté par Georges Damblère et Jacques Duvaux ; mais le manque de crédits, puis la guerre ralentissent le projet qui ne sera jamais mené à bien.
La première inscription d'une femme comme étudiante date de novembre 1886 mais, comme ailleurs en France, elles restent longtemps très minoritaires : 75 inscriptions sur un millier à la faculté de lettres entre 1907 et 1920.

### Destruction et renaissance
Le 7 juillet 1944, l’université, qui accueille alors un millier d’étudiants, est entièrement détruite lors de l'opération Charnwood.
Alors qu'il est prévu de transférer l'université à Rouen, Yves Guillou, à la tête de la délégation spéciale de Caen, obtient le maintien de l'institution dans la ville et la rentrée solennelle a lieu le 14 décembre 1944.

La nouvelle université par Henry Bernard, labellisée « Patrimoine du XXe siècle ».

Entre la rentrée d’octobre 1944 et 1954, les bâtiments de l’école normale d’instituteurs (actuel rectorat) accueillent les étudiants en attendant la construction d’une nouvelle université. Sous l’impulsion de Pierre Daure, préfet puis recteur, une nouvelle université voit le jour dans le quartier du Gaillon, alors terrain vague, en tablant sur l’accueil de 3 500 étudiants. Sa reconstruction, sur les plans de Henry Bernard, s’étale de 1948 à 1957. Le phénix devient le symbole de l'institution renée de ses cendres avec la grande sculpture de bronze de Louis Leygue sur la pelouse du campus. L'actuel campus 1 a été classé au titre des monuments historiques le 15 mai 2012.
L’université de Caen, comme beaucoup de ses équivalentes, a connu une très forte croissance depuis l’inauguration de ses nouveaux locaux en juin 1957. Elle est passée de 4 000 étudiants à environ 25 000 en 2005, et près de 30 000 10 ans plus tard.
Deux antennes de l’université de Caen sont devenues des entités indépendantes : l'université de Rouen en 1966 (qui donne naissance à son tour à l'université du Havre en 1984) et l'université du Mans (1977).

## Composantes

### Unité de formation et de recherche
- UFR de droit, AES et administration publique[37]
- UFR humanités & sciences sociales - HSS[37]
- UFR langues vivantes étrangères - LVE[37]
- UFR psychologie[37]
- UFR santé[37]
- UFR des sciences[37]
- UFR sciences économiques, gestion, géographie, aménagement des territoires - SEGGAT[37]
- UFR sciences et techniques des activités physiques & sportives - STAPS[37]

### Écoles et instituts
- Institut universitaire de technologie Grand Ouest Normandie regroupant les trois instituts universitaires suivant[37] :
  - Institut universitaire de technologie d'Alençon
  - Institut universitaire de technologie de Caen
  - Institut universitaire de technologie Cherbourg-Manche

- Écoles[37] :
  - Institut national supérieure du professorat et de l'éducation · INSPÉ
  - École d'ingénieurs de l'université de Caen (ESIX Normandie)
  - École de management universitaire · IAE Caen

L'Université de Caen-Normandie fait partie du projet XL-Chem Ecole Universitaire de Recherche, qui a bénéficié d’une aide de l’État gérée par l’Agence Nationale de la Recherche.

### Écoles doctorales
L’université comporte huit écoles doctorales, :
- ED 98 : droit Normandie (ED DN)
- ED 242 : économie-gestion Normandie (ED EGN)
- ED 556 : homme, sociétés, risques, territoire (ED HSRT)
- ED 558 : histoire, mémoire, patrimoine, langage (ED HMPL)
- ED 497 : école normande de biologie intégrative, santé, environnement (ED nBISE)
- ED 508 : école normande de chimie (ED NC)
- ED 590 : mathématiques, information, ingénierie des systèmes (ED MIIS)
- ED 591 : physique, sciences de l'ingénieur, matériaux, énergie (ED PSIME)

### Bibliothèques
Un réseau de 7 bibliothèques universitaires et 11 bibliothèques associées (UFR, écoles et instituts) est présent sur les différents campus de Caen, Cherbourg-en-Cotentin, Alençon Damigny et Saint-Lô. Auparavant centre d'acquisition et de diffusion de l'information scientifique et technique (CADIST), le service commun de la documentation est labellisé CollEx Histoire et Patrimoine du XIXe siècle. Le service commun de la documentation participe également au réseau CollEx pour les études nordiques.
En 2025, un service de bibliothèque numérique, Normanum, a été mise à disposition du public pour rendre accessibles les collections patrimoniales[source insuffisante].

## Localisation

### Campus caennais
L'université a ses principales implantations à Caen, sur six campus différents. Par ailleurs, la station marine du Centre régional d'études côtières est située au 54 rue du Docteur-Charcot à Luc-sur-Mer.
| Nom                                  | Composantes | Nombre d'étudiants (2018-2019) |
| Campus 1 (esplanade de la Paix)      | UFR de Droit, AES et administration publique, UFR Humanités & Sciences sociales, UFR LVE, UFR Psychologie, UFR des Sciences (Biologie Sciences Terre), UFR SEGGAT | 12 470                         |
| Campus 2 (Côte de Nacre)             | ESIX Normandie ; IUT Grand Ouest Normandie, pôle de Caen ; UFR des Sciences (Mathématiques Informatique et Physique Chimie Ingénierie), STAPS                     | 5 235                          |
| Campus 3 (Ifs)                       | IUT Grand Ouest Normandie, pôle de Caen | 450                            |
| Campus 4 (Claude Bloch)              | IAE | 1 455                          |
| Campus 5 (PFRS)                      | UFR Santé | 4 830                          |
| INSPE de Caen (rue de la Délivrande) | | 944                            |

### Sites en Normandie
Elle a des antennes dans trois départements normands : le Calvados, la Manche et l'Orne.
| Nom                                                        | Pôle | Nombre d'étudiants (2018-2019) |
| Alençon - Pôle universitaire d'Alençon - Campus de Damigny | IUT Grand Ouest Normandie, pôle d'Alençon ; antenne de l'UFR de Droit ; INSPE de Caen, site d'Alençon                                                        | 868                            |
| Cherbourg-en-Cotentin                                      | IUT Grand Ouest Normandie, pôle de Cherbourg-en-Cotentin ; antenne de l'UFR des Sciences ; antenne de l'UFR des Langues vivantes étrangères ; ESIX Normandie | 966                            |
| Lisieux                                                    | IUT Grand Ouest Normandie, antenne du pôle de Caen | 218                            |
| Saint-Lô - Site universitaire de Bellevue                  | IUT Grand Ouest Normandie, antenne de Cherbourg-en-Cotentin                                                                                                  | 183                            |
| Saint-Lô - INSPE                                           | INSPE de Caen, site de Saint-Lô | 172                            |
| Vire                                                       | IUT Grand Ouest Normandie, antenne du pôle de Caen | 107                            |

### Galerie

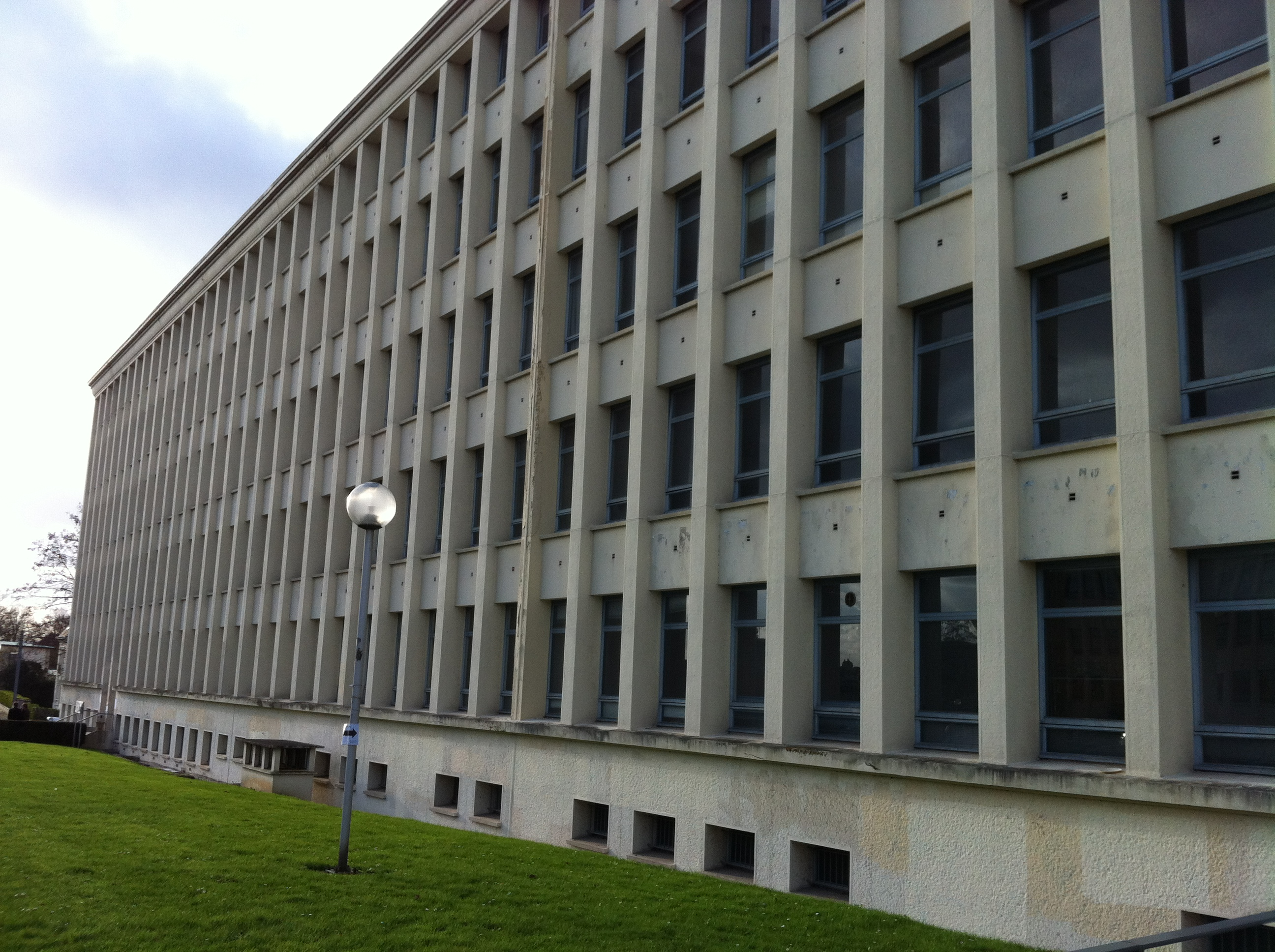
Bâtiment de lettres au Campus 1.
Décor gravé par Charles-Émile Pinson sous la galerie vitrée.
Bâtiment 1 de l’UFR de sciences au Campus 2.
Bâtiments 2 et 3 de l’UFR de sciences au Campus 2.

## Enseignement et recherche
L’université de Caen est membre de la Communauté d’universités et d’établissements « Normandie Université ». Le siège de cet établissement public est fixé à Caen.

### Formations
L'université de Caen Normandie délivre actuellement[Quand ?] :
- 25 BUT - Bachelor universitaires de technologie[45]
- 49 licences[46]
- 13 licences professionnelles[47]
- 122 masters[48]
- 36 spécialités de doctorat
- 5 diplômes d'ingénieur[49]
- et des diplômes du secteur santé : médecine, pharmacie, sage-femme, orthophonie, soins infirmiers, dentaire, etc.

### Recherche
41 unités de recherche sont sous tutelle de l’université de Caen Normandie :
- dont 21 unités mixtes de recherche labellisées par les grands organismes de recherche (CNRS, INSERM, CEA, INRA ;
- dont 7 unités de recherche communes avec l’ENSICAEN ;
- Maison de la recherche en sciences humaines.

Le potentiel de recherche de l’université de Caen s’appuie sur des coopérations scientifiques avec l’École nationale supérieure d’ingénieurs ENSICAEN, le Grand accélérateur national d’ions lourds GANIL, la plate-forme d’imagerie biomédicale Cyceron, le Centre hospitalier universitaire CHU et le Centre régional de lutte contre le cancer François Baclesse.
La recherche à l’université de Caen couvre tous les champs disciplinaires. L’activité scientifique est fondée sur 3 pôles fédérateurs qui encouragent les collaborations scientifiques et favorisent la mutualisation des moyens.
- BI²SE • Biologie intégrative, imagerie, santé, environnement ;
- SHS • Sciences humaines et sociales ;
- ST • Sciences et Technologies.

L'université porte cinq domaines « d’excellence »[évasif] au niveau national et international s‘inscrivant pleinement dans les grands axes de développement régional (Cancérologie, cardiosciences, neurosciences, vieillissement ; Matériaux, matière, énergie ; Sciences du numérique ; Milieux et ressources ; Recherche équine).

## Vie étudiante

### Évolution démographique
Évolution démographique de la population universitaire
| 2000   | 2001   | 2002   | 2003   | 2004   | 2005   | 2006   | 2007   |
| ------ | ------ | ------ | ------ | ------ | ------ | ------ | ------ |
| 25 900 | 24 677 | 24 811 | 25 107 | 25 192 | 25 291 | 25 102 | 24 232 |

| 2008   | 2009   | 2010   | 2011   | 2012   | 2013   | 2014   | 2015   |
| ------ | ------ | ------ | ------ | ------ | ------ | ------ | ------ |
| 24 349 | 24 253 | 23 921 | 23 439 | 23 781 | 24 215 | 25 546 | 28 217 |

| 2016   | 2017   | 2018   | 2019   | 2020   | - | - | - |
| ------ | ------ | ------ | ------ | ------ | - | - | - |
| 29 124 | 28 707 | 28 139 | 27 507 | 28 785 | - | - | - |

## Personnalités liées à l'université

### Recteurs (jusqu'en 1969)
- Michael Tregury (1439) ~ Jacques de Cahaignes (1574-1575 ; 1609 ; 1612) ~ Antoine Halley (1624 ; 1646-1647 ; 1661-1662) ~ Pierre Halley (1639) ~ Charles-Nicolas Desmoueux (1759-1761)

Voir la liste établie par Eugène Chatel : « Liste des Recteurs de l’Université de Caen dressée d'après leurs signatures sur les registres des rectories et autres documents conservés aux Archives du Calvados » dans Bulletin de la Société des Antiquaires de Normandie, Caen, 1883, t. XI, p. 75-128 [lire en ligne]

### Présidents (depuis 1969)
| Identité                                  | Période | Période                        | Durée |
| Identité                                  | Début   | Fin                            | Durée |
| ----------------------------------------- | ------- | ------------------------------ | ----- |
| Jacques Izard (d), (1933 - 2010)          | 1971    | 1975 (démission)               | 4 ans |
| Par intérim : Max Robba (d) (1929 - 2014) | 1975    | 1978                           | 3 ans |
| Max Robba (d) (1929 - 2014)               | 1978    | 1983                           | 5 ans |
| Jacqueline Genet (d) (née en 1932)        | 1983    | 1988                           | 5 ans |
| Max Robba (d) (1929 - 2014)               | 1988    | 1993                           | 5 ans |
| Claude Larsonneur (d) (né en 1935)        | 1993    | 1998                           | 5 ans |
| Josette Travert (d) (1946 - 2018)         | 1998    | 2001                           | 3 ans |
| Nicole Le Querler (d) (née en 1950)       | 2001    | 2006                           | 5 ans |
| Josette Travert (d) (1946 - 2018)         | 2006    | 2012                           | 6 ans |
| Pierre Sineux (1961 - 2016)               | 2012    | 2016 (mort en cours de mandat) | 4 ans |
| Pierre Denise (d) (né en 1958)            | 2016    | 2020                           | 4 ans |
| Lamri Adoui (d) (né en 1969)              | 2020    | En cours                       | 5 ans |

### Enseignants
- Personnalité politique : Raymond Barre, 7e Premier ministre français[83], ou Claude Frikart, évêque auxiliaire de Paris
- Personnalités littéraires comme les prix Goncourt Julien Gracq (en 1951)[84] et Robert Merle (en 1949)[réf. nécessaire], Albert-Marie Schmidt, un membre fondateur de l'Oulipo.
- Personnalités scientifiques comme Joseph Bédier et Henri Poincaré, membres de l'Académie française, ou Yves Delage et Bernard Raveau, membres de l'Académie des sciences, Charles Demolombe, membre de l'Académie des sciences morales et politiques, ou encore Albert Gabriel et Claude Nicolet, membres de l'Académie des inscriptions et belles-lettres.

### Étudiants
- René Coty (1882-1962), président de la République de 1954 à 1959[85]
- Roger Vercel (1894-1957), prix Goncourt en 1934[86]
- Thomas Campian (ou Campion) (1567-1620), compositeur, poète et médecin anglais
- Pridi Banomyong (1900-1983), Régent de Thaïlande, premier ministre de Thaïlande
- Véronique Massan Osséyi (1940 ou 1941 - 2010) magistrate togolaise, première dame du pays.

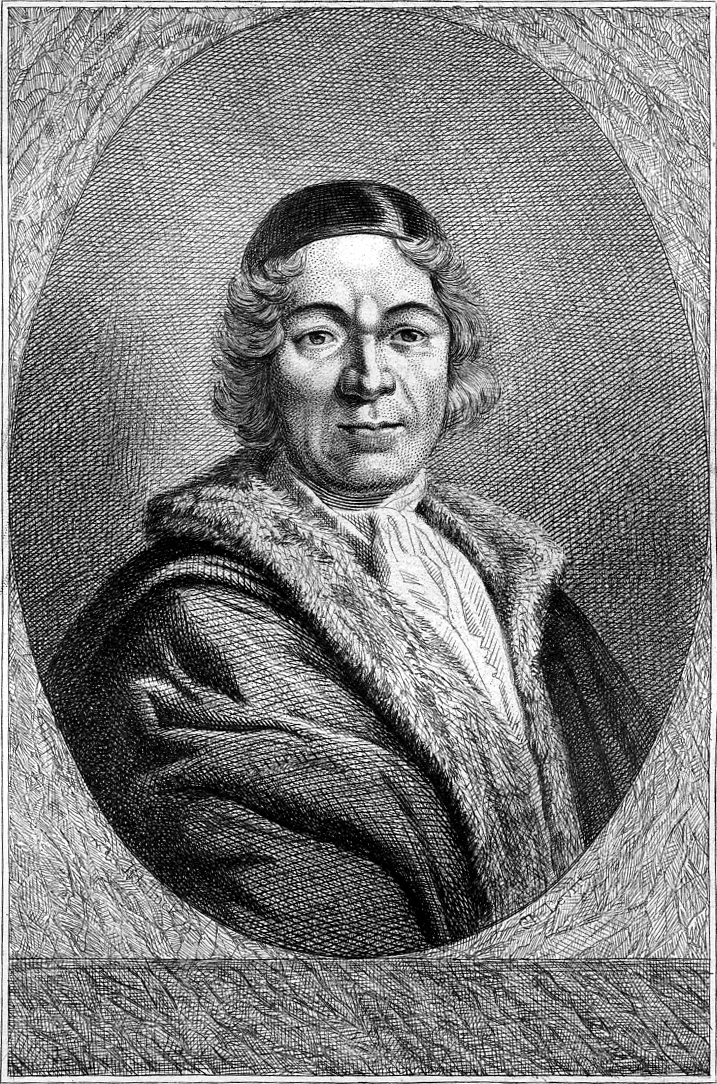
Saint-Évremond
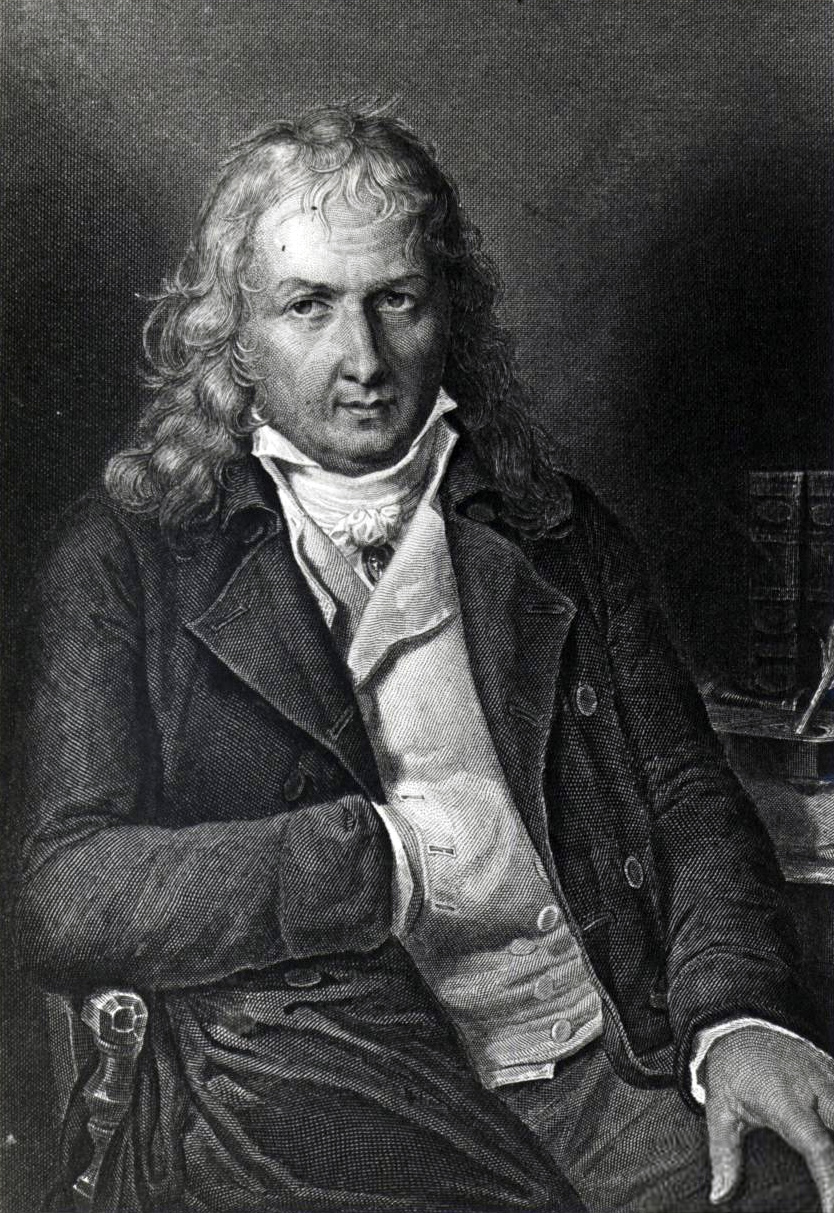
Bernardin de Saint-Pierre
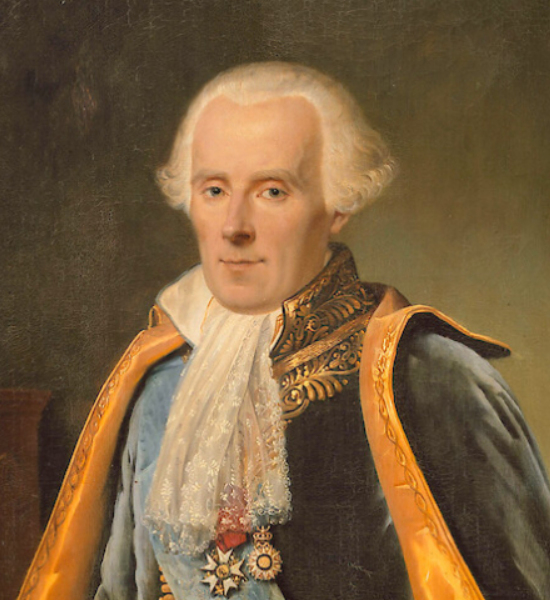
Laplace
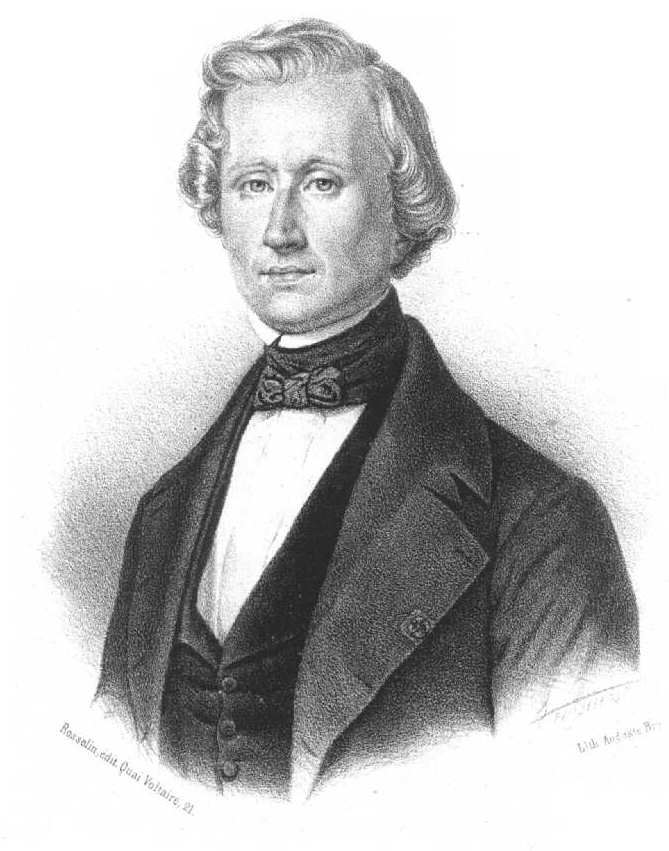
Urbain Le Verrier
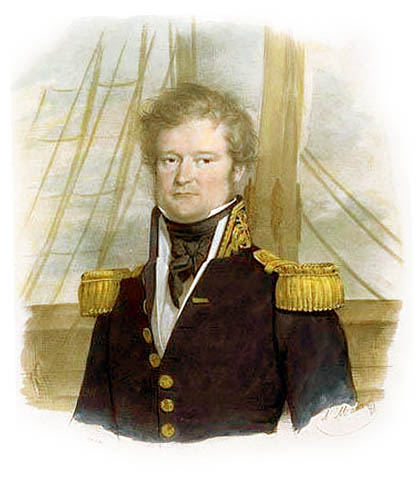
Dumont d'Urville
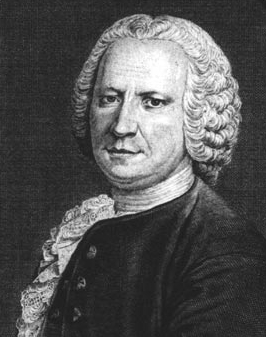
Guillaume-François Rouelle
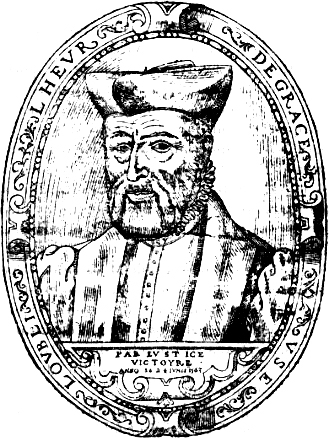
Charles de Bourgueville
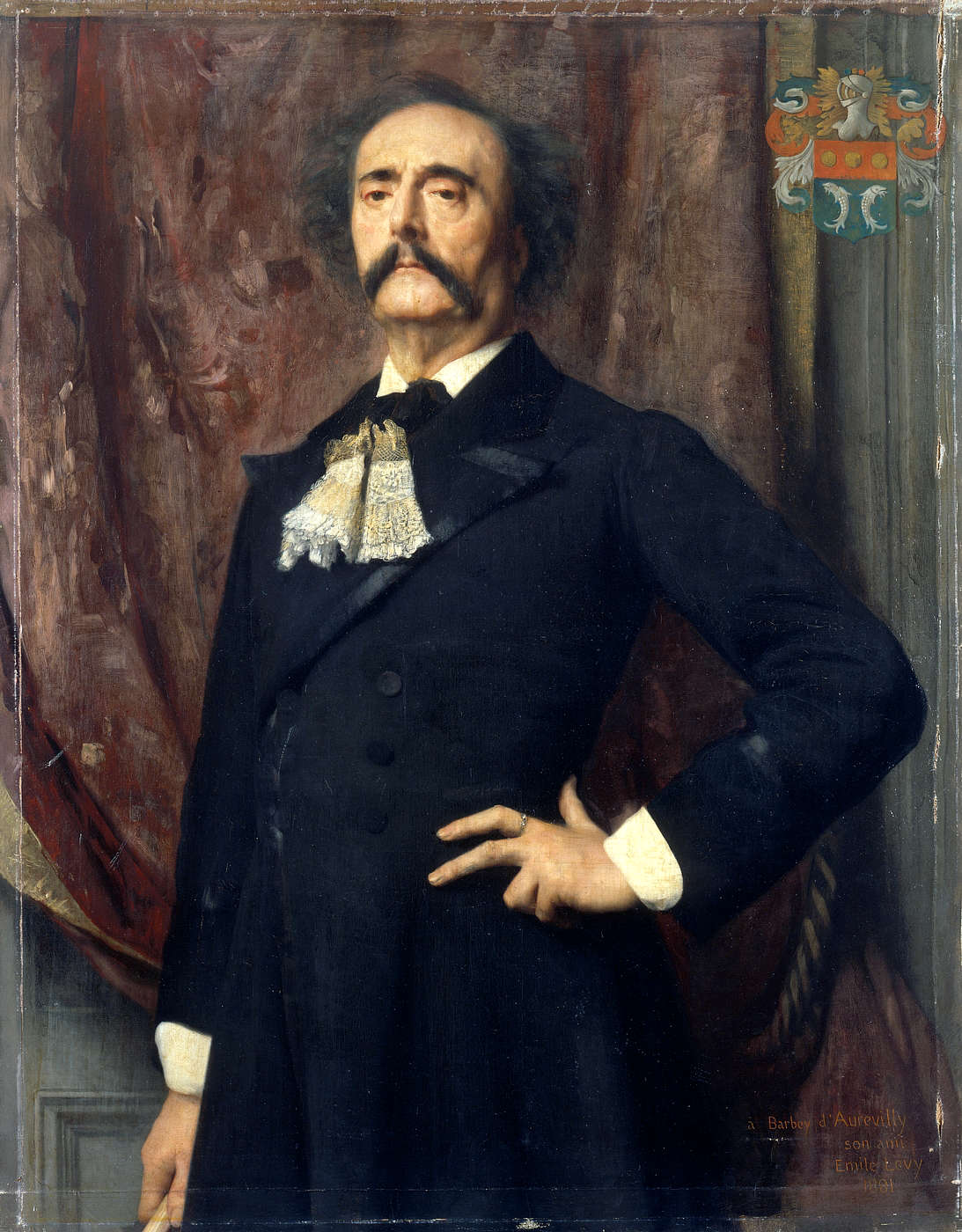
Jules Barbey d'Aurevilly
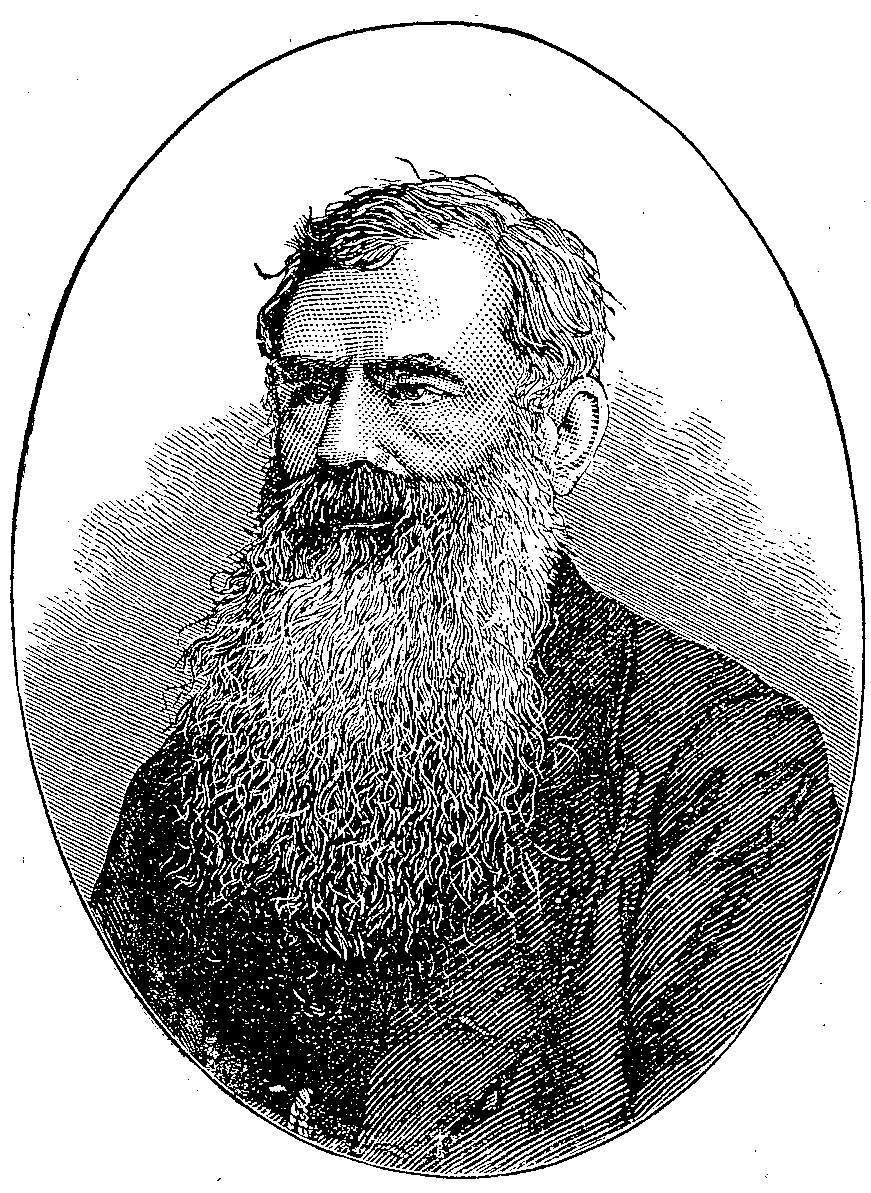
Robert Pipon Marett
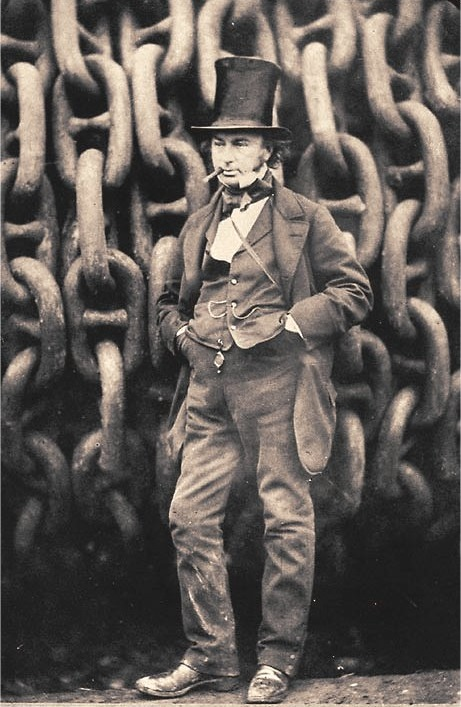
Isambard Kingdom Brunel
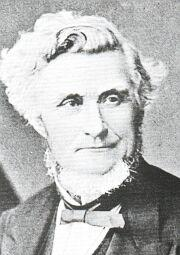
Léon de La Sicotière
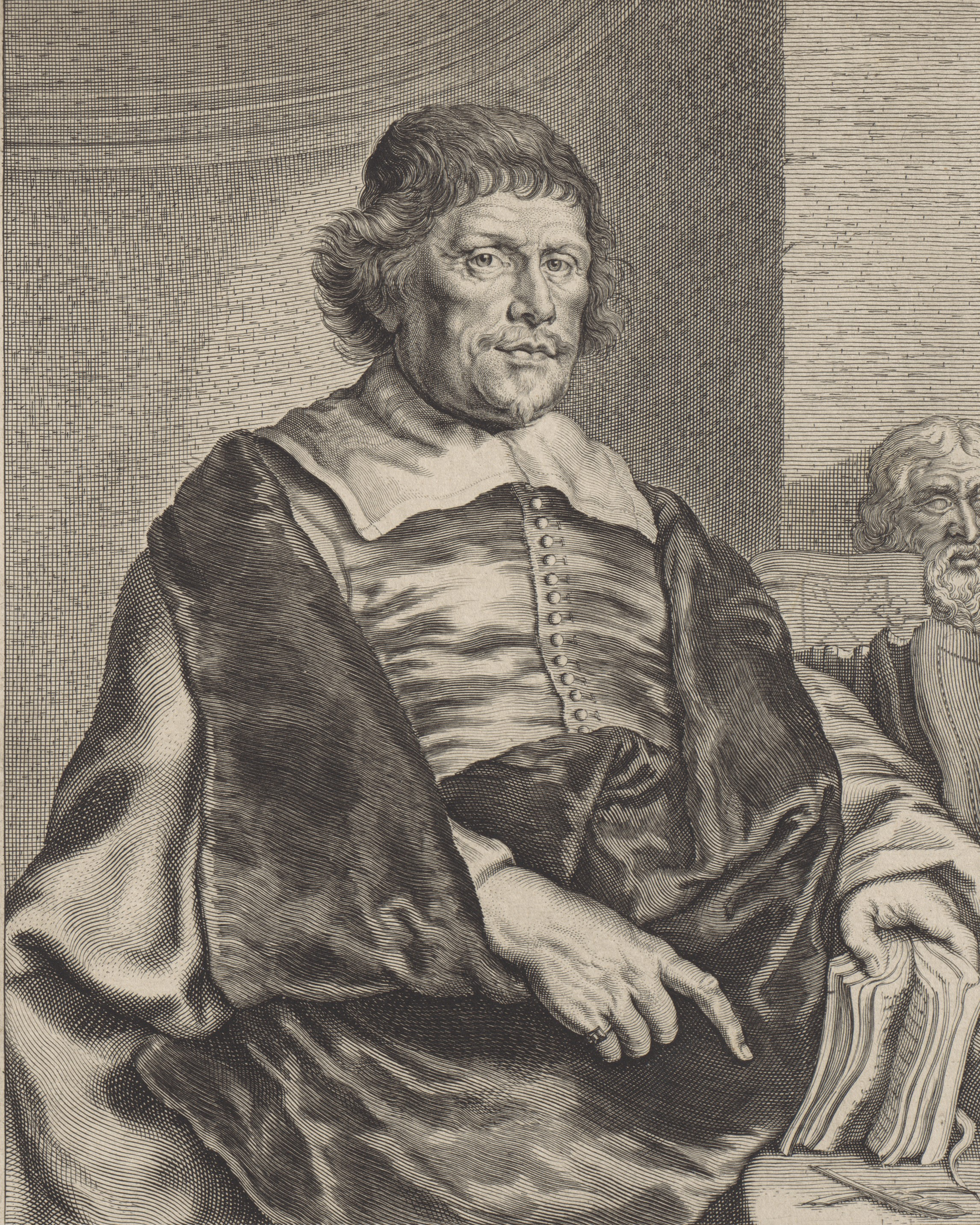
Gaspard van Baerle
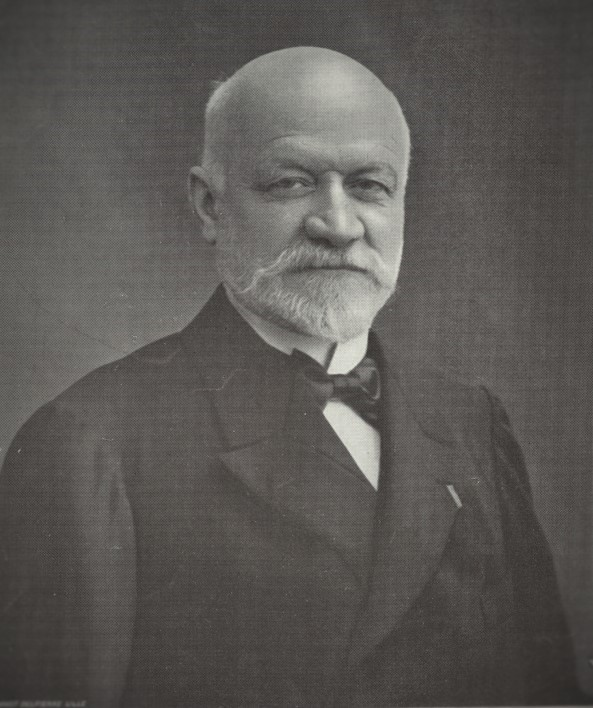
Henri Duret
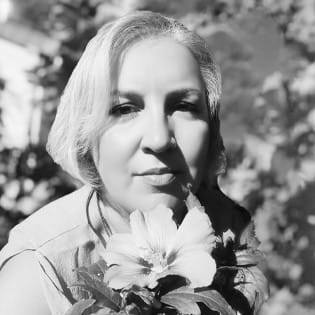
Mademoiselle Éférie

## Patrimoine

### Plan de Rome
L’université a reçu en legs, en 1942, la maquette en plâtre du plan de Rome (IVe siècle apr. J.-C.) que l’architecte Paul Bigot (1870-1942) a passé plusieurs décennies de sa vie à peaufiner. Cette maquette, d’une superficie d’environ 70 m2 (11 × 6 m, réalisée à l’échelle 1/400), protégée par les Monuments historiques, est exposée depuis 1995 dans les locaux de la Maison de la recherche en sciences humaines, à Caen. Les techniques informatiques donnent lieu à une reconstitution virtuelle dont une partie des travaux (images et vidéos de synthèse) sont visibles sur le site de l’université.

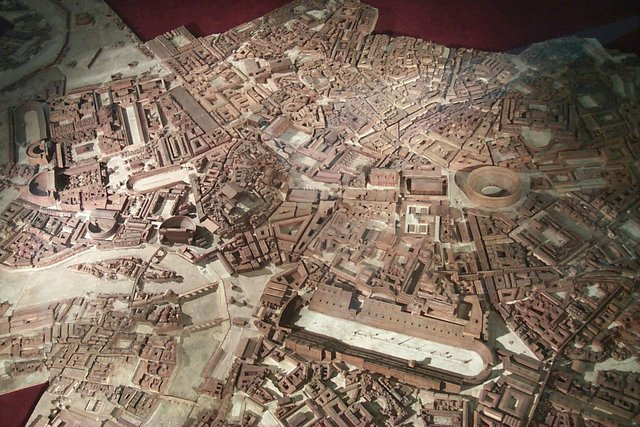
Vue générale.
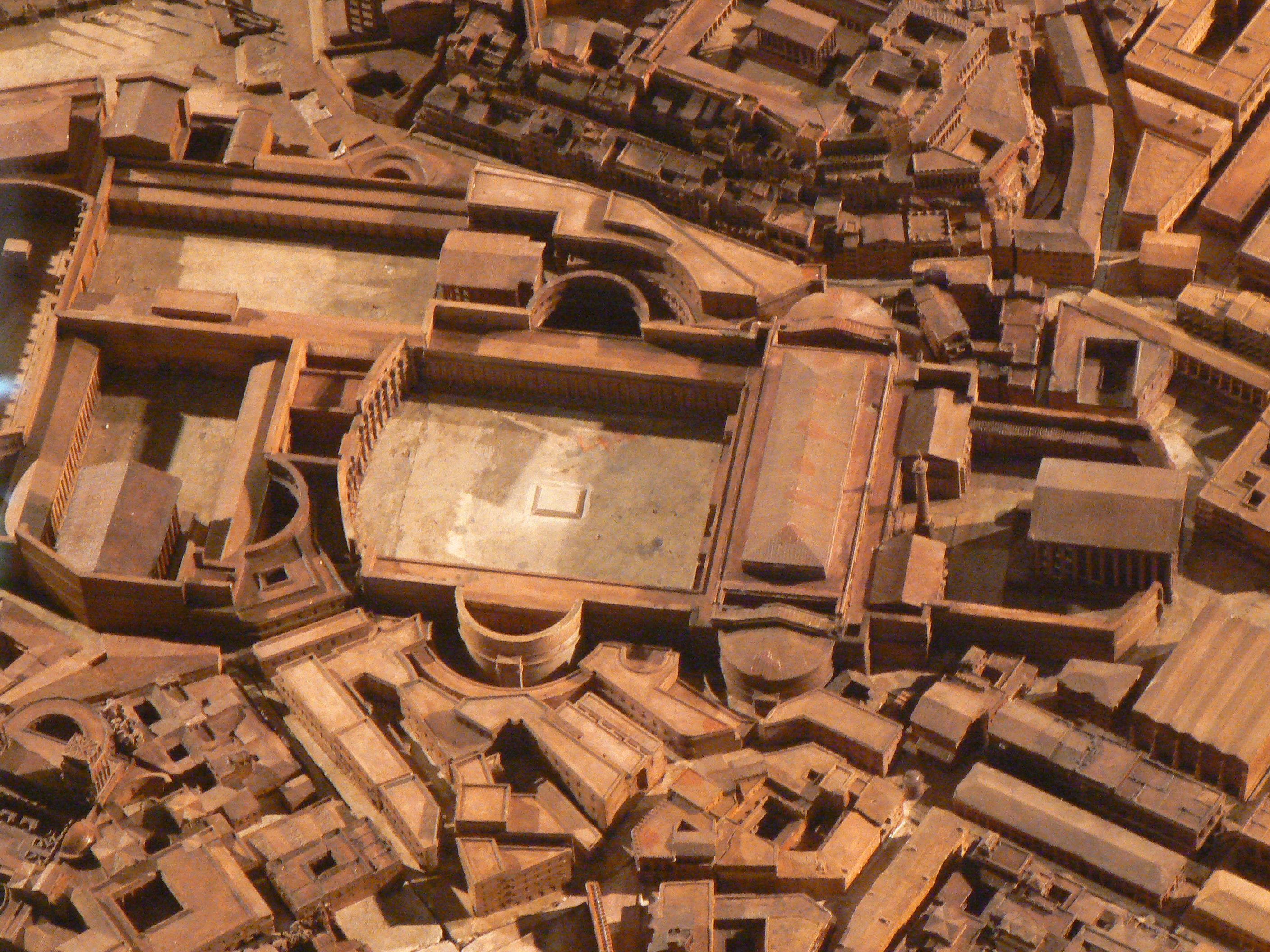
Forum de Trajan.

### Campus 1
Les bâtiments de l'université, construits par Henry Bernard, ont été classés au titre des monuments historiques le 15 mai 2012. Sont protégés : l'ancienne bibliothèque des sciences en totalité, les façades et les toitures de l'ensemble des bâtiments prévus par le plan masse d'Henry Bernard, le portique central avec sa galerie vitrée (avec notamment le décor gravé par Charles-Émile Pinson sur les piliers), la grande cour d'honneur et l'esplanade avec la sculpture Le Phénix de Louis Leygue, et les espaces intérieurs (le grand hall ; l'amphithéâtre Pierre Daure ; la salle du conseil d'administration ; l'amphithéâtre Jules Dumont d'Urville ; dans le bâtiment droit-lettres, le grand hall de droit dit « salle des pas perdus », l'amphithéâtre Jacques Héron, le bureau dit « du doyen » au premier étage, la grande salle de lecture du premier étage, et les peintures murales ; le hall d’accès au bâtiment des sciences avec son escalier).

## Identité visuelle
Les armoiries de l’université étaient d’azur, au bras mouvant d’une nuée placé en chef, le tout au naturel, la main tenant un livre d’argent, droit et fermé accosté à dextre d’une fleur de lys d’or et à senestre d’un léopard de même.
Pour marquer le souvenir douloureux de 1944, l’université a choisi comme symbole le phénix, en raison de sa capacité à renaître de ses cendres. La sculpture de Louis Leygue, érigée à l'entrée de l'université, est reproduite de manière stylisée dans le logo jusqu'au changement de ce dernier en 2011.
Le conseil d'administration de l'université adopte le logo UNICAEN, sans le phénix stylisé, le 10 décembre 2010.
Le conseil d'administration de l'université change le nom de l'université à la suite de la fusion de la région Basse-Normandie et Haute-Normandie modifiant légèrement le logo.

Blason de l'université de Caen.
Logo de l'université jusqu'en 2011.
Logo de l'université jusqu'en 2015.
Logo de l'université jusqu'en 2018.
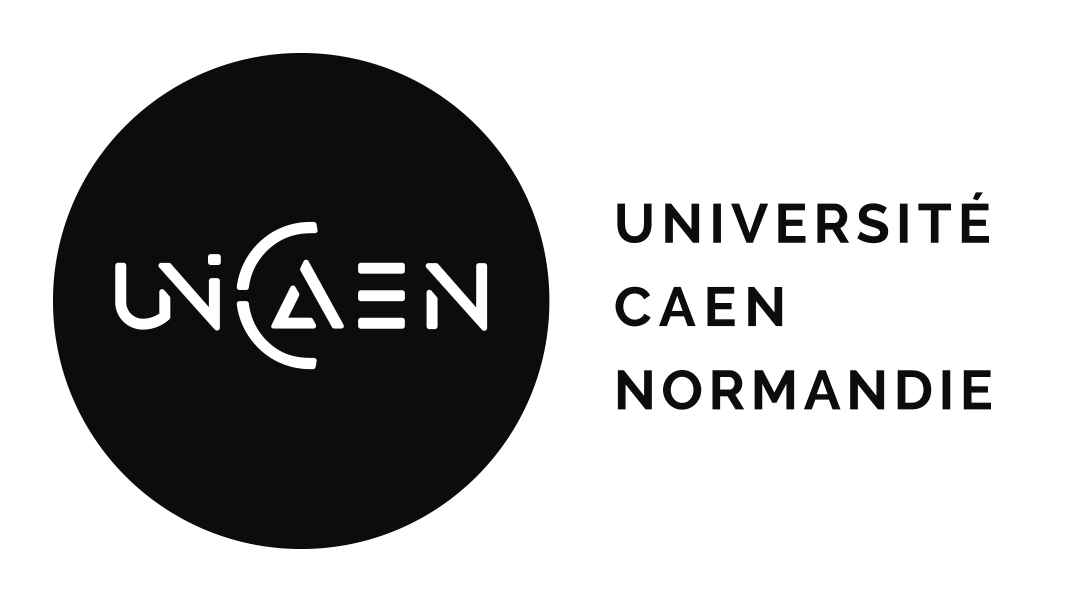
Logo actuel.